# Dorchester (Iowa)
Dorchester ist eine Siedlung auf gemeindefreiem Gebiet (Unincorporated Community) im Allamakee County im Nordosten des US-amerikanischen Bundesstaates Iowa.
Dorchester ist der einzige Ort in der 266 Einwohner zählenden Waterloo Township.

## Geographie
Dorchester liegt auf 43°28'11" nördlicher Breite und 91°30'40" westlicher Länge. Der Ort liegt am Waterloo Creek, einem Nebenfluss des Upper Iowa River, der in den Mississippi River mündet.
In Dorchester trifft die Allamakee County Road 16 auf den Iowa Highway 76. 
Die Grenze zu Minnesota liegt 4,5 km nördlich. Der Mississippi, der die Grenze zu Wisconsin bildet, fließt 28,7 km östlich von Dorchester. Nachbarorte sind Eitzen in Minnesota (8,8 km nordöstlich), Bee in Minnesota (8 km nordwestlich) und New Albin (25 km östlich).
Die nächstgelegenen größeren Städte sind Iowas Hauptstadt Des Moines (351 km südwestlich), die Quad Cities (288 km südlich), Wisconsins Hauptstadt Madison (233 km ostsüdöstlich) und Minnesotas größte Stadt Minneapolis (284 km nordwestlich).

## Geschichte
Obwohl Dorchester keine selbstverwaltete Gemeinde ist, gibt es hier seit dem 21. Mai 1857 ein Postamt.
Im August 2007 wurde der Ort durch ein Hochwasser zerstört. Das Rekordhochwasser im Juni 2008 führte zur fast vollständigen Zerstörung eines Trailer Parks, der einen Großteil des Ortes ausmachte.